# Paolo Rosola
Paolo Rosola (nacido el 5 de febrero de 1957 en Gussago) fue un ciclista italiano, profesional entre los años 1978 y 1990, durante los cuales logró 27 victorias.
Destacó fundamentalmente en su país, en su especialidad favorita, las llegadas al sprint, ganando en un total de 11 etapas del Giro de Italia.

## Palmarés
| 1981 - 1 etapa del Giro de Italia 1983 - 3 etapas del Giro de Italia 1984 - Milán-Turín - 1 etapa del Giro de Italia 1985 - 2 etapas del Giro de Italia - 1 etapa de la Vuelta a Dinamarca | 1986 - 1 etapa de la Vuelta a Suiza 1987 - 3 etapas del Giro de Italia - 1 etapa de la Vuelta a España 1988 - 1 etapa del Giro de Italia - 1 etapa de la Vuelta a Dinamarca 1989 - 1 etapa de la Vuelta a Andalucía - GP Kanton Aargau |

## Equipos
- Intercontinentale (1978)
- Atala (1983)
- Bianchi (1984)
- Sammontana (1985-1986)
- Gewiss (1987-1989)
- GIS (1990)

- Datos: Q1856614